# Ван Аньши
Ван Аньши (18 грудня 1021 — 21 травня 1086) — визначний китайський державний діяч та реформатор, філософ, поет часів династії Північна Сун.

## Життєпис

### Молоді роки
Походив з родини середнього статку. Народився у м. Ліньчуань (сучасна провінція Цзянсі). Про батьків замало відомостей. Його батько був дрібним чиновником. З дитинства Ван Аньши багато їздив з ним країною, бачачи життя різних верств населення імперії. Разом з тим отримав гарну освіту. У 1042 році блискуче здав державний іспит й отримав вищий вчений ступінь цзіньши. У 1047 році призначається суддею округу Інь, а у 1057 році — суддею Чанчжоу. У 1059 році подає імператорові Жень-цзуну так званий «Маніфест», де були викладені погляди Ван Аньши стосовно соціальної та фінансової політики у державі. Втім цей документ залишився без уваги.

### Канцлер
У 1069 році новий імператор Шень-цзун призначає Ван Аньши таємним радником, а у 1070 році — канцлером імперії (цзай сян) та князя Цзін (Цзін-гун). При сприянні імператора Ван отримує можливість впроваджувати свої ідеї у життя.
Його реформи, так звана «нова політика» (синьфа 新法) були спрямовані на посилення контролю держави над економікою й громадським життям. По-перше, натуральні й трудові повинності замінялися грошовим податком. Тепер натуральний податок не відправлявся до столиця, як колись, де продавався за копійчини, а реалізовувався на місцевому ринку, а гроші спрямовувалися до скарбниці. По-друге, впроваджувалося централізоване регулювання цін й державні позики під заставу майбутнього врожаю. Це сприяло розвитку економіки, поліпшенню добробуту сільського населення. По-третє, сільське населення зводилося в ієрархію чисельно упорядкованих об'єднань, пов'язаних круговою порукою й загальними обов'язками (система «бао цзя»). Була створена міліція на місцях, куди зараховувався один чоловік з родини, що мала двох й більше синів. Також значно скорочувалася армія, що сприяло поліпшенню фінансової ситуації. Дані заходи, що обґрунтовувалися благом народу (мінь) і мали на меті обмеження впливу чиновної знаті і великих землевласників, в той же час вели до монополізації державою ключових сфер торгівлі та ремісничого виробництва, придушення їх приватних форм.
Діяльність Ван Аньши викликала опір багатьох видатних його сучасників, серед яких були — Оуян Сю, Сима Гуан, Су Ши, Шао Юн, Чен Хао, Чен І. Ця боротьба велася з перемінним успіхом. У 1075 році супротивником Ван Аньши на деякий час вдалося відсторонити того, звинувативши у неналежному реагуванні уряду на голод, що вирував тоді Китаї. Його було призначено намісником у Цзянін. Проте вже у 1076 році знову повернуто на посаду канцлера. Втім Ван Аньши знову став зазнавати нападів консерваторів й змушений був подати у відставку, повернувшись до Цзяніна, де й помер 21 травня 1086 року.

### Наслідки
Експерименти Ван Аньши були припинені після його відставки, але його соціально-політичні погляди продовжували істотно впливати на багатьох наступних китайських мислителів, зокрема Ван Янміна, Кан Ю-Вея, Лян Ці-чао.

## Філософія
Ван Аньши був прихильником ідей конфуціанства, намагаючись розвити його. Його філософія включала в себе утилітаристські принципи легізму: спирання на закони (фа), зокрема каральні («суворі покарання за малі злочини»), заохочення військової доблесті (у), відмова від визнання абсолютного пріоритету «давнини» (гу) над сучасністю. Теоретично обґрунтовуючи свою програму, Ван Аньши створив «нове вчення» (сінь сюе), засноване на оригінальній інтерпретації трьох конфуціанських канонів — «Ши Цзін», «Шу Цзін» та «Чжоу чи», останній з яких ставив вище канонічного літопису «Чунь цю». З відповідних творів Ван Аньши зберігся лише трактат «Чжоу гуань сінь і» («Новий сенс чжоуського керування»), присвячений «Чжоу чи».
В області онтології замість складної комбінаторики 64 гуа Ван Аньши прагнув використовувати простішу схему «п'яти елементів» (у сін), що містилася у Шан шу (Шу цзін, гл. «Хун фань» та інші), що відображено в його головному філософському творі — коментарі до цього тексту («Хун фань чжуань»).
Інтерес Ван Аньши до даосизму виявився у створенні коментаря (чжу) до «Дао де цзін» (збереглися фрагменти) й співчутливого есе про Чжуан Чжоу. Інтерпретуючи «Дао де цзін», Ван Аньши трактував дао як загальносвітову субстанцію, «тілесну сутність» (ті) якої складає спочиваюча «початкова пневма» (юань ці), а «прояв» (юн) — рухома всенаповнююча (чуя) «пневма» (ці). «Спокій» (цзін) — «пан руху», вищою закономірністю якого є «приречення» (мін).
Ван Аньши вважав, що індивідуальна природа людини нейтральна щодо категорій «добра» й «зла», які можуть бути застосовні лише до її діяльного прояву — «почуттям». Звідси він виводив можливість активного освітнього, правничого, економічного та політичного впливу на людей та зміни їхніх звичок, зумовлених «почуттями».

### Ідейні протиріччя
Розбіжності навколо реформ Ван Аньши були, по суті, зіткненням між двома типами світоглядів. Поняття про характер розбіжностей дає суперечка в 1067 між Ван Аньши і Сима Гуаном, записана останнім. Обговорюється петиція двох префектів, боячись навіть прийняти дари на честь церемонії жертвопринесення:
Сима: Країна перебуває у важкому фінансовому становищі і страждає від лих всякого роду. Слід скоротити непотрібні витрати. Високі чиновники, наближені до трону, повинні стати в цьому прикладом. Тому прохання про відхилення дарів слід задовольнити.
Ван: Наша країна багата ресурсами. Дарунки, їх підносили чиновникам, мізерні за вартістю. Якщо припинити обдарування з міркувань економії, це не збагатить країну, але тільки завдасть шкоди престижу уряду. У колишні часи, коли Чан Гунь відмовився від нагороди, його сучасники вважали, що причиною тому була його впевненість у тому, що його прохання залишиться без відповіді. З двома нинішніми чиновниками, які відмовляються від нагород, той же самий випадок. А нинішній дефіцит в скарбниці аж ніяк не катастрофічний.
Сима: Чан Гунь відмовився від поста з смирення. Не набагато він краще тих, хто тримаються за свої посади з жадібності? Наша країна відчуває дефіцит в скарбниці з часів правління Чжень-цзуна (997—1022). В останні роки ситуація особливо напружена. Яким чином Ви примудряєтеся стверджувати зворотне?
Ван: Дефіцит в скарбниці — від того, що уряд не знайшов гарного фахівця з фінансів.
Сима: Фінансові експерти тільки і роблять що накладають важкі податки, які дратують людей і висмоктують їх достаток. В результаті простий народ розоряється і стає біженцями або бандитами. Де ж у цьому благо для держави?
Ван: Такі дії як раз не характеризують експерта. Фінансовий експерт здатний зібрати в казну більш ніж достатньо коштів — без обтяження простих людей важкими податками.
Сима: Саме ці слова використовував Сан Хун'ян щоб обдурити імператора У. Сима Цянь записав їх тільки для того, щоб показати наївність імператора. Кількість речей, вироблених Небом і Землею, обмежена. І вони належать або народу, або уряду. Багатства, які Сан Хун'ян зібрав в казну, були відібрані у простих людей. Звідки б їм ще взятися? Якби все було так, як він говорив, чому ж до кінця правління У-ді було так багато повстань, які довелося придушувати військам? Чи не тому, що злидні примушувала людей до бандитизму? Як же Ви могли прийняти його слова за справжні?
Вельми показовим є також лист, направлений Вану Сима Гуаном в 1070, 27 день 2-го місяця: в ньому, зокрема, Сима визнає, що «не вірить в наклеп, розпущений ворогами Вана»; проте основним змістом листа стає критика його фінансової політики, із закликом прислухатися до невдоволення народу. Серед іншого Сима апелює до Конфуція, який стверджував, що «благородний муж говорить про мораль, і тільки низький люд — про прибуток».
У своїй відповіді Ван апелює наприклад Пань Гена, монарха династії Шан, який переніс столицю держави в Інь — незважаючи на протести чиновників і народу. Згідно Вану, це було зроблено не авторитарним шляхом, а після належного обговорення при дворі.

## Поезія
Ван Аньши складав свої вірші у жанрі ши. Вони були досить популярними за часів династій Північна та Південна Сун. Найбільш відомими є «Пісня про Мін-фей» та «Не можна на тебе покластися».